# Fanon gulaire
Un fanon gulaire est une membrane de peau soutenue par l'appareil hyoïdien, situé sous la gorge, qui peut être déployé à volonté.
On le trouve principalement sur certaines espèces de lézards tels que les iguanes ou les Anolis ou encore chez le zèbre des montagnes, et généralement principalement chez les mâles.
Ce fanon est utilisé pour donner un aspect plus imposant et impressionnant à l'animal — que ce soit pour la parade nuptiale, pour chasser un intrus du territoire, ou effrayer un prédateur.

## Exemples

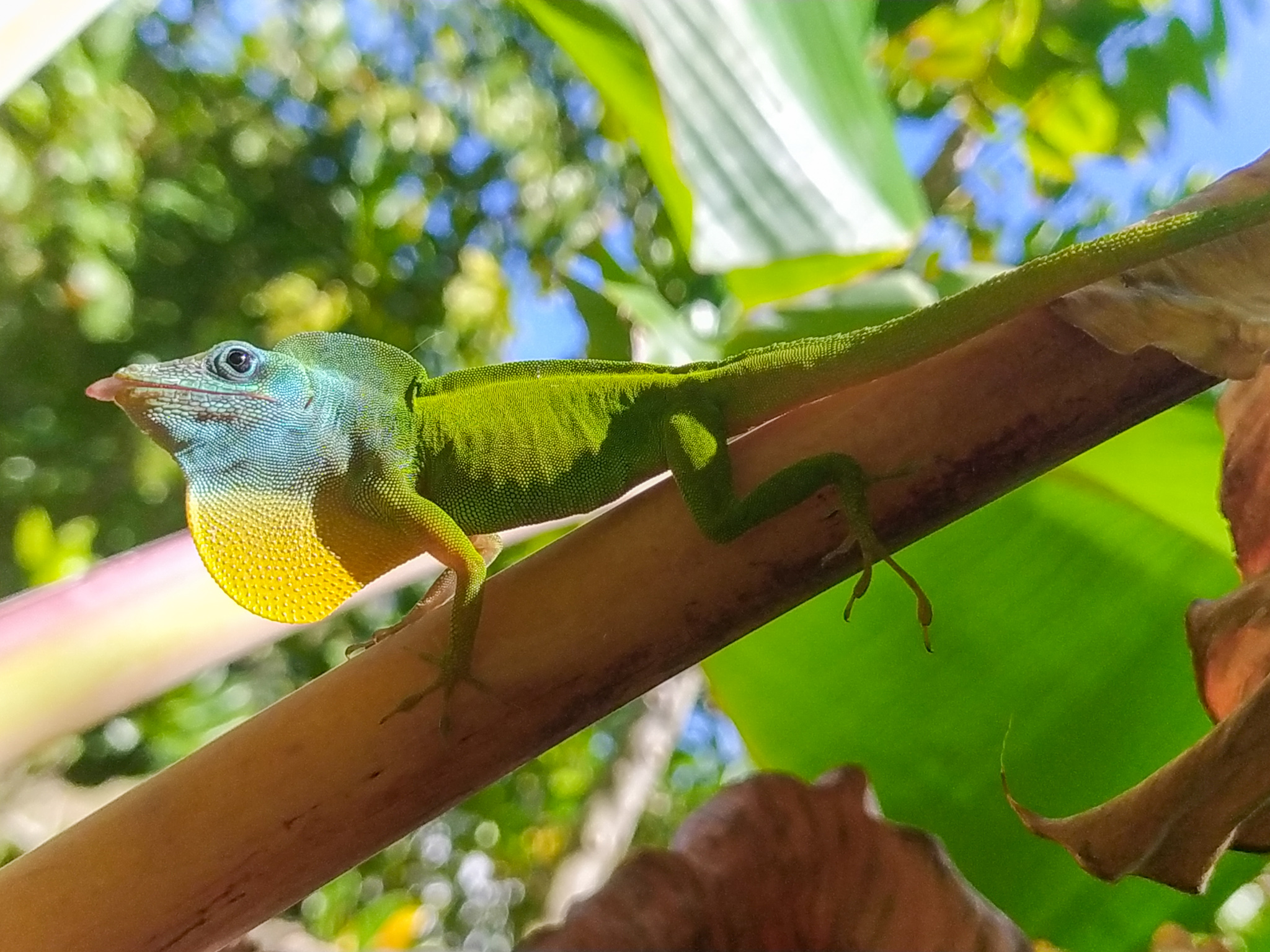
Anolis marmoratus adulte, mâle
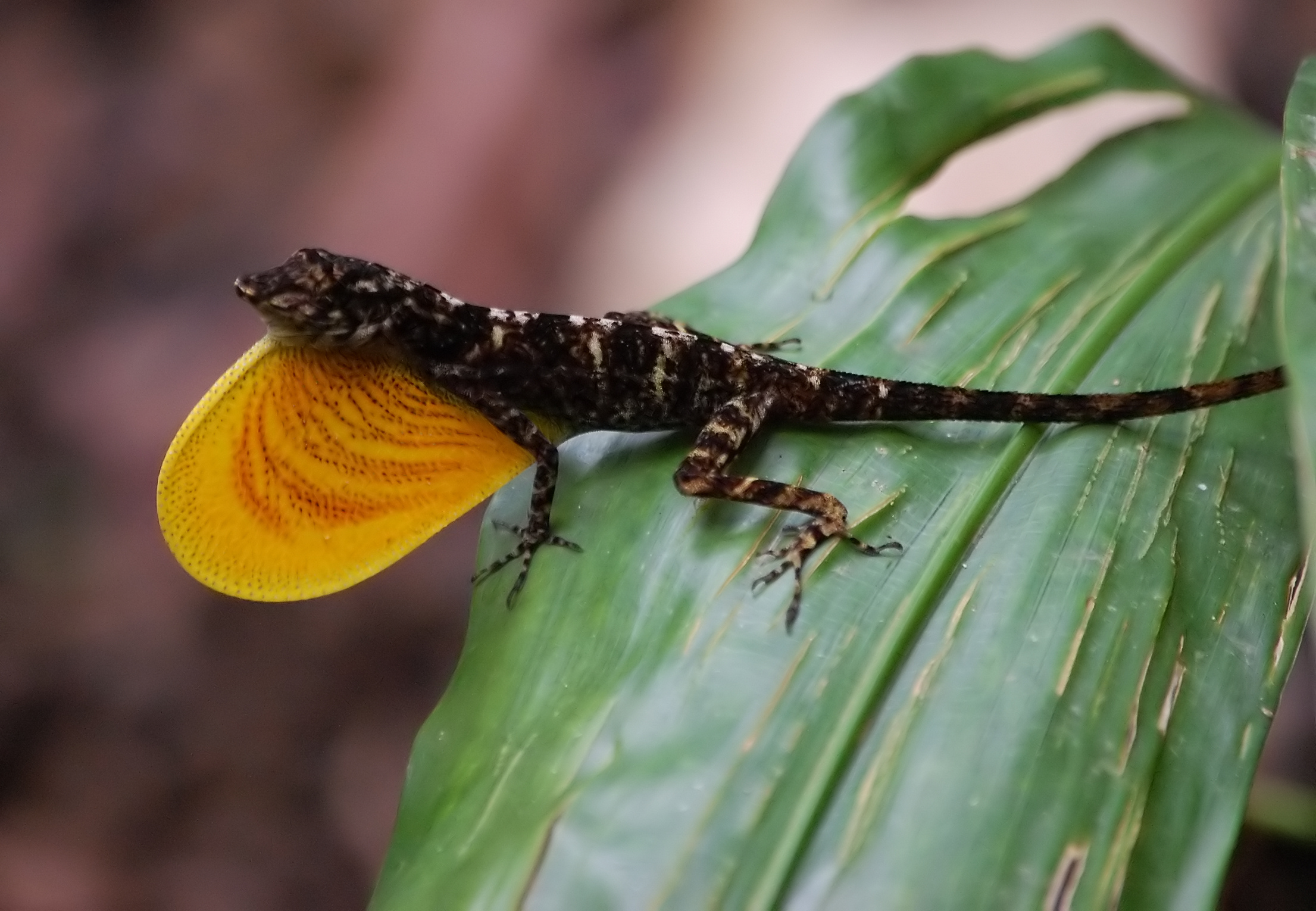
Anolis polylepis adulte, mâle
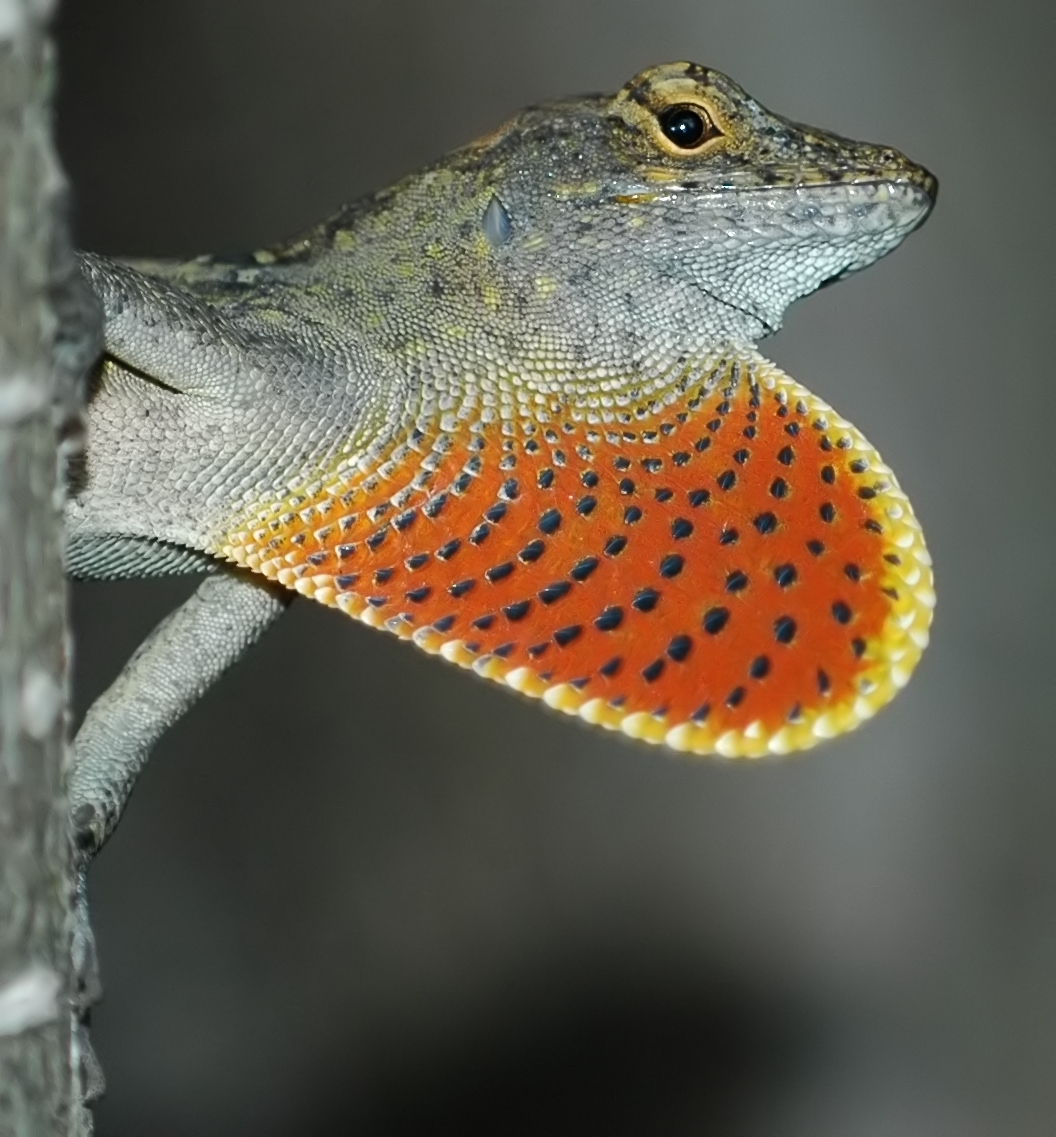
Anolis sagrei adulte, mâle
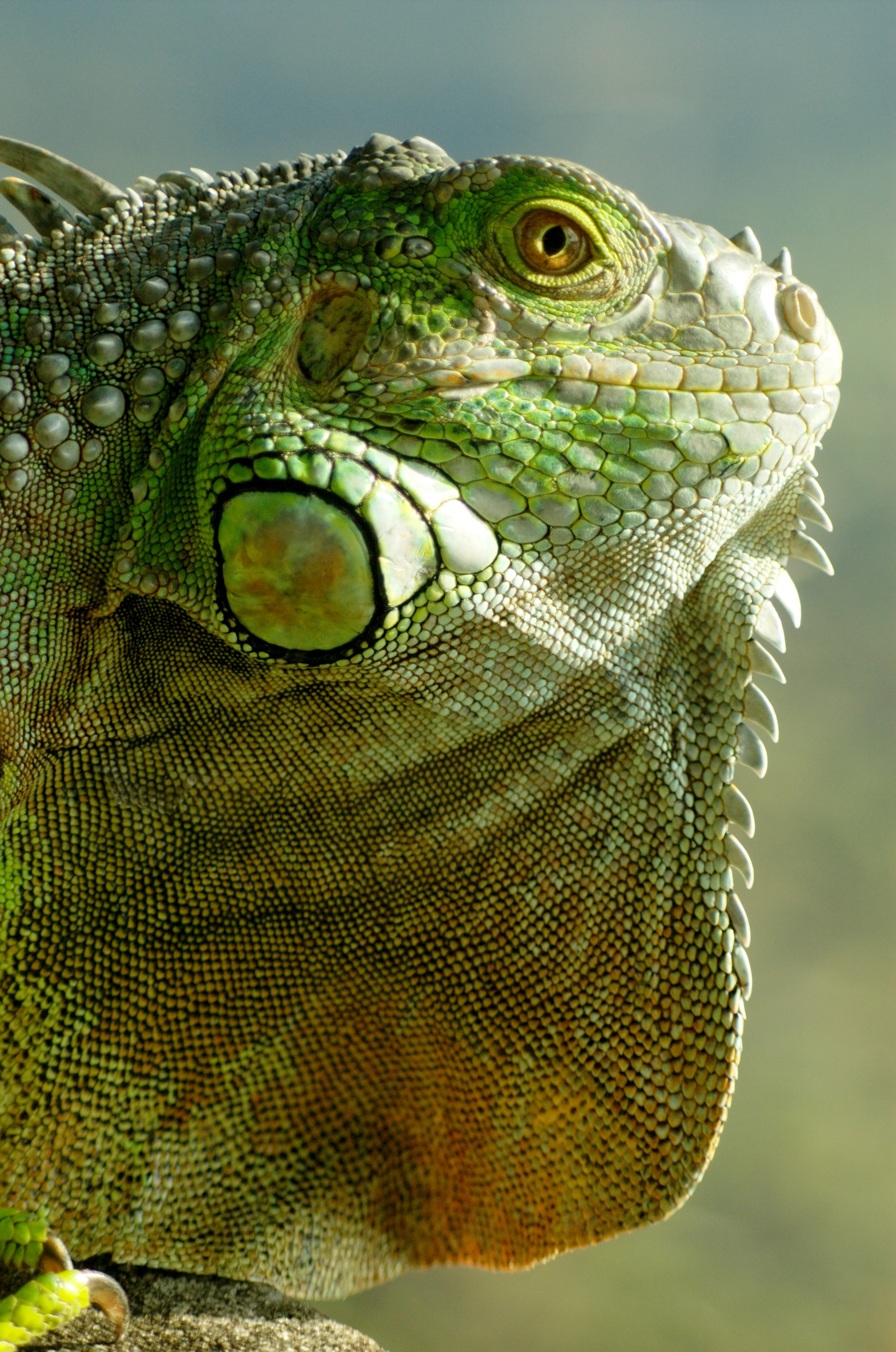
Iguana iguana juvénile, sexe indéterminé

## Autres sens
Par extension ce terme, parfois seulement fanon, désigne également les plis de peau sous le menton de divers animaux comme les bovins ou les humains.